# Aéroport international de Tallahassee
L'aéroport international de Tallahassee  (IATA: TLH, ICAO: KTLH, FAA LID: TLH) est un aéroport situé à Tallahassee en Floride.
Malgré son nom, il ne dessert pas encore de destinations internationales.
| Daytona Beach Fort Lauderdale Fort Myers Gainesville Jacksonville Key West Orlando-Melbourne Miami Orlando Orlando-Sanford Panama City Pensacola Punta Gorda Sarasota-Bradenton St. Augustine St. Petersburg-Clearwater Tallahassee Tampa Valparaiso Palm Beach Naples Vero Beach |